# 사파이어 (2012년 영화)
《사파이어》(The Sapphires)는 오스트레일리아에서 제작된 웨인 블레어 감독의 2012년 코미디, 드라마, 뮤지컬 영화이다. 동명의 희극에 기반을 둔다. 크리스 오다우드 등이 주연으로 출연하였다.

## 출연

### 주연
- 크리스 오다우드
- 데보라 메일맨
- 제시카 마우보이
- 샤리 서벤스

### 조연
- 토리 키틀즈
- 에카 다빌
- 미란다 타프셀

## 기타
- 프로듀서: 로즈메리 블라이트
- 프로듀서: 벤 그랜트
- 프로듀서: 리 순 키타노
- 미술: 멜린다 도링
- 세트: 글렌 W. 존슨
- 의상: 테스 슈필드
- 섭외: 닉키 바렛
- 섭외: 랜디 힐러
- 섭외: 타마라 낫컷